# Forsthaus Märtensmühle
Das Forsthaus Märtensmühle ist ein Wohnplatz im Ortsteil Woltersdorf der Gemeinde Nuthe-Urstromtal im Landkreis Teltow-Fläming im Land Brandenburg.

## Geografische Lage
Der Wohnplatz liegt im Norden der Gemarkung. Nördlich grenzt der weitere Ortsteil Ahrensdorf, nordnordöstlich Märtensmühle an. Im Südosten befindet sich der Ortsteil Liebätz, südlich Berkenbrück, westlich Hennickendorf und nordwestlich der Wohnplatz Moldenhütten. Die einzige Zufahrt besteht von Märtensmühle aus in einer Stichstraße, die in nordwestlicher Richtung verläuft. Der südliche Teil der Gemarkung ist bewaldet und steht als Naturschutzgebiet Bärluch teilweise unter Schutz. Die nördlichen Flächen werden landwirtschaftlich bewirtschaftet und durch den Kienhorstgraben 613 entwässert. Dieser fließt über den Strassgraben in die Nuthe.

## Geschichte

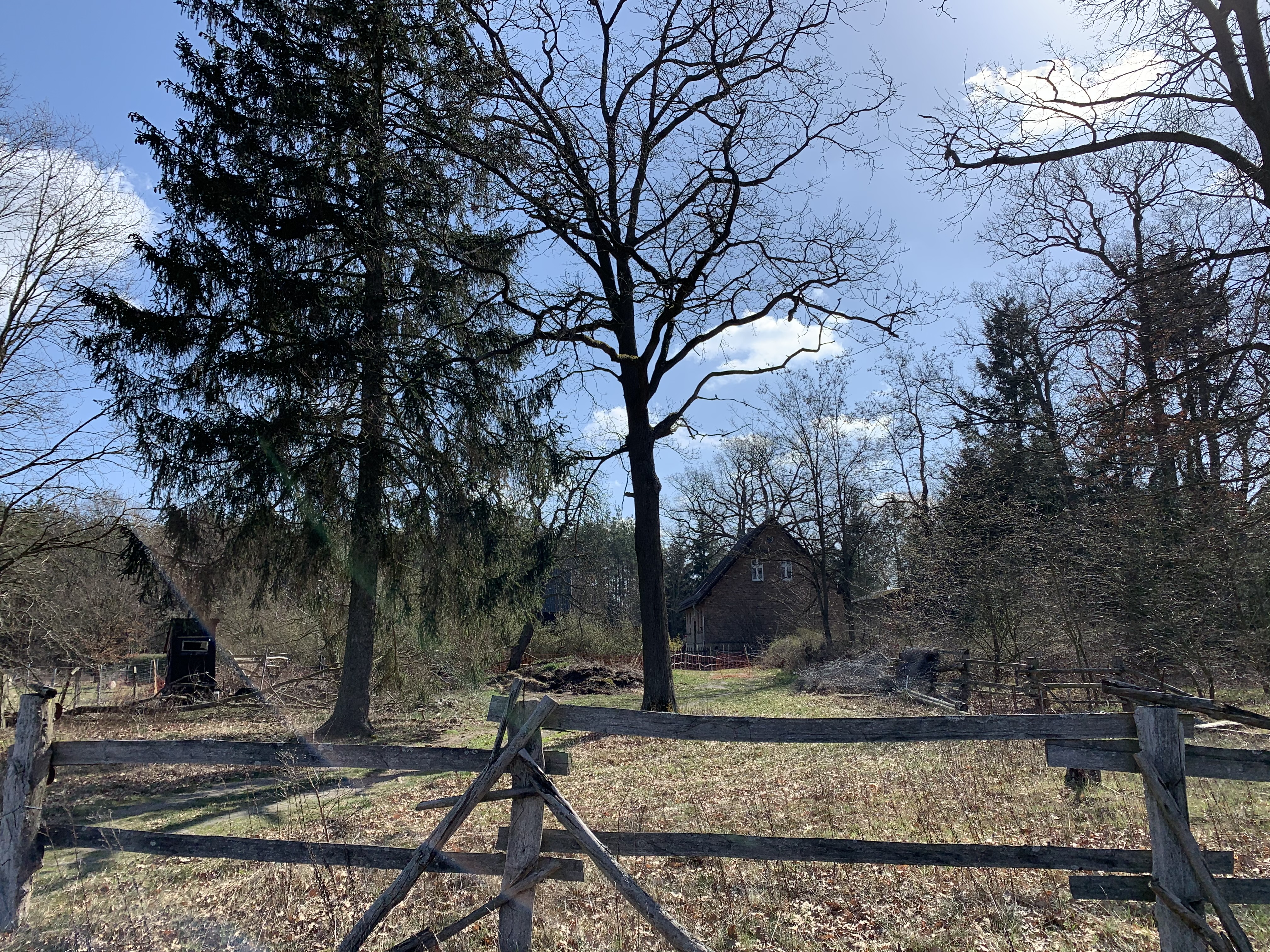
Ortsansicht

Der Wohnplatz erschien erstmals im Jahr 1860 gemeinsam mit dem Schutzbezirk Märtensmühle als Forsthaus Märtensmühle. Er gehörte zu dieser Zeit zum Gutsbezirk Woltersdorf und bestand aus einem öffentlichen und zwei Wirtschaftsgebäuden, in dem 19 Personen lebten (1858). Ab 1871 wurde er als Wohnplatz geführt, in dem 1885 nur noch sechs Personen lebten. Zehn Jahre später waren dort sieben Einwohner gemeldet; im Jahr 1905 nur noch drei. Die Gebäude wurden seit ihrer Entstehung als Forsthaus genutzt. Nach der Wende übernahm ein privater Investor im Jahr 1991 den staatlichen Forstwirtschaftsbetrieb und führt ihn seither weiter.